# Väike Emajõgi
Väike Emajõgi är ett vattendrag i landskapet Valgamaa i södra Estland. Floden är 87 km lång. Källan är sjön Pühajärv i Otepää kommun. Den rinner förbi småköpingarna Sangaste i Otepää kommun, Tsirguliina i Valga kommun och Humilis i Tõrva kommun. Utflödet är i sjön Võrtsjärv. Namnet Väike Emajõgi är estniska för Lilla Emafloden, vilket kan relateras till den större Emajõgi som rinner från Võrtsjärv till Peipus. 